# 晏鐸
晏铎（?—?），字振之，四川富顺人。明朝政治人物。
永乐十六年（1418年）戊戌科進士，改庶吉士，授福建道监察御史。後因事谪守上高典史。和汤允勤、苏平、沈愚、王淮、邹亮、蒋忠、王贞、刘溥等并称景泰十才子。有《青雲集》。